# Traité de Varsovie (1773)
Pour les articles homonymes, voir Traité de Varsovie.
Le traité de Varsovie du 18 septembre 1773 était un traité signé  à Varsovie entre le roi de Pologne Stanisław August Poniatowski au nom de la Rzeczpospolita d'une part, et le roi de Prusse Frédéric II d'autre part. Il fait suite au premier partage de la Pologne  en 1772.
Le traité, rédigé en français, rendait caduc le traité de Bromberg du 6 novembre 1657,.
Le territoire de Pomérélie, que l'ordre Teutonique avait dû céder à la Pologne lors de la deuxième paix de Thorn en 1466, fut en grande partie cédé à la Prusse. Les districts de Lauenburg et de Bütow furent également annexés à l'État prussien. Dans l'article V du traité, il était en outre spécifié que la Pologne renoncerait à la Starostie de Draheim, laquelle avait été séparée au XVe siècle du territoire polonais par l’expansion brandebourgeoise dans la Nouvelle-Marche, mais que le Brandebourg ne tenait jusqu'alors qu'en gage. Les membres du clergé catholique polonais qui possédaient une propriété dans la région étaient autorisés à la conserver ; et ils étaient assurés de leur liberté de culte.
Le ministre Ewald Friedrich von Hertzberg est impliqué dans les négociations qui ont conduit à la cession de la Poméranie à la Prusse et à la renonciation définitive de la Pologne à la région de Draheim, qui appartenait autrefois aux ducs de Poméranie.